# Max Jakobson
Max Jakobson (Viipuri, 30 de septiembre de 1923-Helsinki, 9 de marzo de 2013) fue un diplomático y periodista finlandés. Jakobson fue una figura instrumental en la configuración de la política de neutralidad Finlandia durante la Guerra Fría.

## Biografía
Jakobson nació en 1923 en Viipuri, Finlandia (ahora Vyborg, Rusia), como hijo del sastre Leo Jakobsson y su mujer Helmi (nombre de soltera Virtanen). Comenzó su carrera como periodista. Trabajó para la BBC. Desde 1953 a 1974 fe contratado por el Ministerio de Asuntos Exteriores como embajador finlandés en las Naciones Unidas entre 1965-1971 y como embajador en Suecia en 1971−1974. Jakobson fue candidato a la secretaría General de las Naciones Unidas en 1971. Fue uno de los tres candidatos que consiguió nueve votos en el Consejo de Seguridad, pero fue vetado por la Unión Soviética.
Jakobson fue comentarista activo de la política finlandesa. Escribió diferentes libros y numerosos artículos de la historia y la política del país. También actuó como presidente de la Comisión Internacional de Estonia para la Investigación de Crímenes contra la Humanidad que investiga los crímenes comunistas y nazis en Estonia.

## Trabajos
- Max Jakobson (1961).  Harvard University Press, ed. The Diplomacy of the Winter War: An Account of the Russo–Finnish War, 1939–1940. Cambridge, MA.
- Englanti valinkauhassa (1952)
- Diplomaattien talvisota (1955)
- Kuumalla linjalla (1968)
- Paasikivi Tukholmassa (1978). ISBN 951-1-05126-1.
- Veteen piirretty viiva (1980). ISBN 951-1-06100-3.
- 38. kerros (1983). ISBN 951-1-07565-9.
- Jakobson, Max (1987). Finland: Myth and Reality. Helsinki: Otava.
- Vallanvaihto (1992). ISBN 951-1-12288-6.
- Finland in the New Europe (1998)
- Väkivallan vuodet, 20. vuosisadan tilinpäätös (1999). ISBN 951-1-13369-1.
- Pelon ja toivon aika, 20. vuosisadan tilinpäätös (2001). (ISBN 951-1-16581-X.
- Tilinpäätös, 20. vuosisadan tilinpäätös (2003). ISBN 951-1-18856-9.
- Tulevaisuus? (2005). ISBN 951-1-20354-1.
- Kohtalonvuodet – Suomi nousi, taipui ja selvisi (2008). ISBN 978-951-0-33113-2.